# Diócesis de Laoag
La diócesis de Laoag (en latín: Dioecesis Banguedensis, en inglés: Roman Catholic Diocese of Laoag y en ilocano: Diocesis ti Laoag) es una circunscripción eclesiástica de la Iglesia católica en Filipinas. Se trata de una diócesis latina, sufragánea de la arquidiócesis de Nueva Segovia. Desde el 12 de octubre de 2012 su obispo es Renato Pine Mayugba.

## Territorio y organización
La diócesis tiene 3386 km² y extiende su jurisdicción sobre los fieles católicos de rito latino residentes en la provincia de Ilocos Norte en la región de Ilocos.
La sede de la diócesis se encuentra en la ciudad de Laoag, en donde se halla la Catedral de San Guillermo el Eremita. En Bádoc se encuentra la basílica de San Juan Bautista.
En 2020 en la diócesis existían 24 parroquias.

## Historia
La diócesis fue erigida el 5 de junio de 1961 con la bula Novae Segobiae del papa Juan XXIII, obteniendo el territorio de la arquidiócesis de Nueva Segovia.
En 1902 el territorio de la diócesis había sido el epicentro del cisma nacionalista del sacerdote, abogado y guerrillero Gregorio Aglipay, con el nacimiento de la Iglesia filipina independiente, provocada por el hecho de que los obispos católicos de la época, todos españoles, se opusieron a la lucha de los indígenas por la liberación del colonialismo. Incluso hoy en día el territorio de la diócesis tiene una fuerte presencia de población no católica.

## Estadísticas
Según el Anuario Pontificio 2020 la diócesis tenía a fines de 2019 un total de 375 200 fieles bautizados.
| Año                                                                             | Población            | Población | Población      | Sacerdotes | Sacerdotes    | Sacerdotes    | Bautizados por sacerdote | Diáconos permanentes | Religiosos | Religiosos | Parroquias |
| Año                                                                             | Bautizados católicos | Total     | % de católicos | Total      | Clero secular | Clero regular | Bautizados por sacerdote | Diáconos permanentes | Varones    | Mujeres    | Parroquias |
| ------------------------------------------------------------------------------- | -------------------- | --------- | -------------- | ---------- | ------------- | ------------- | ------------------------ | -------------------- | ---------- | ---------- | ---------- |
| 1970                                                                            | 151 346              | 345 713   | 43.8           | 40         | 36            | 4             | 3783                     |                      | 5          | 42         | 22         |
| 1980                                                                            | 298 807              | 393 892   | 75.9           | 32         | 26            | 6             | 9337                     |                      | 6          | 35         | 22         |
| 1990                                                                            | 371 026              | 573 053   | 64.7           | 40         | 32            | 8             | 9275                     |                      | 17         | 70         | 22         |
| 1999                                                                            | 426 554              | 637 291   | 66.9           | 43         | 39            | 4             | 9919                     |                      | 7          | 101        | 22         |
| 2000                                                                            | 434 635              | 646 093   | 67.3           | 47         | 43            | 4             | 9247                     |                      | 7          | 99         | 23         |
| 2001                                                                            | 441 022              | 658 454   | 67.0           | 44         | 40            | 4             | 10 023                   |                      | 5          | 101        | 23         |
| 2002                                                                            | 441 022              | 658 454   | 67.0           | 68         | 63            | 5             | 6485                     |                      | 9          | 89         | 23         |
| 2003                                                                            | 322 425              | 531 509   | 60.7           | 50         | 44            | 6             | 6448                     |                      | 6          | 66         | 23         |
| 2004                                                                            | 441 022              | 658 454   | 67.0           | 49         | 44            | 5             | 9000                     |                      | 7          | 95         | 27         |
| 2013                                                                            | 472 551              | 710 386   | 66.5           | 55         | 46            | 9             | 8591                     |                      | 10         | 70         | 29         |
| 2016                                                                            | 497 000              | 748 000   | 66.4           | 55         | 42            | 13            | 9036                     |                      | 17         | 73         | 29         |
| 2019                                                                            | 375 200              | 627 000   | 59.8           | 66         | 51            | 15            | 5684                     |                      | 18         | 69         | 30         |
| Fuente: Catholic-Hierarchy, que a su vez toma los datos del Anuario Pontificio. |                      |           |                |            |               |               |                          |                      |            |            |            |

## Episcopologio
- Antonio Lloren Mabutas † (5 de junio de 1961-25 de julio de 1970 nombrado arzobispo coadjutor de Dávao[nota 1])
- Rafael Montiano Lim † (12 de febrero de 1971-26 de enero de 1978 nombrado obispo de Boac)
- Edmundo Madarang Abaya † (11 de diciembre de 1978-22 de mayo de 1999 nombrado arzobispo de Nueva Segovia)
- Ernesto Antolin Salgado (7 de diciembre de 2000-12 de febrero de 2005 nombrado arzobispo de Nueva Segovia)
- Sergio Lasam Utleg (13 de noviembre de 2006-15 de junio de 2011 nombrado arzobispo de Tuguegarao)
- Renato Pine Mayugba, desde el 12 de octubre de 2012